# Yksel Osmanovski
Yksel Osmanovski (in cirillico macedone Иксел Османовски; Skravlinge, 24 febbraio 1977) è un ex calciatore svedese, di origine macedone, di ruolo attaccante, assistente della squadra Under-21 del Malmö FF.

## Carriera

### Giocatore

#### Club
Figlio di immigrati macedoni dell'area del lago Prespa, crebbe calcisticamente nel Malmö BI (1982-1985) e nell'IFK Malmö (1985-1986), per poi iniziare, a partire dal 1987, la trafila delle giovanili nel Malmö FF. Debuttò in prima squadra nell'Allsvenskan 1995, ma all'esordio non seguirono altre apparizioni in quella stagione. Nel 1996 giocò invece 20 incontri mettendo a segno 5 reti, che nel 1997 divennero 26 con 10 gol.
Dopo 11 presenze e una rete, nell'estate del 1998 venne acquistato dal Bari, approdando in Serie A. Nel campionato 1998-1999 disputò 31 partite e segnò 6 gol, agendo al fianco di Phil Masinga come seconda punta e guadagnandosi il soprannome di "Principe del ricamo" per i suoi dribbling ubriacanti. L'anno successivo disputò la sua migliore stagione in Italia portando a 7 le segnature in 24 apparizioni.
Nel campionato 2000-2001 non riuscì a salvare la formazione pugliese dalla retrocessione in Serie B; Osmanovski realizzò un unico gol giocando 31 volte. Il giocatore rimase nella massima divisione con il trasferimento, per la stagione 2001-2002, al Torino; tuttavia, dopo solo 9 incontri e un gol, nel gennaio 2002 fu girato in prestito al Bordeaux per il resto della stagione. L'esperienza nella Ligue 1 si esaurì in 7 partite, senza marcature.
Terminato il prestito francese trascorse l'annata 2002-2003 ancora al Torino, giocando in 13 occasioni senza segnare, in un campionato concluso con il declassamento della squadra piemontese. Nell'agosto 2004 tornò al Malmö FF e disputò 6 partite; le stagioni successive (2005 e 2006) si conclusero rispettivamente con 21 (4 gol) e 18 presenze (1 gol). Non avendo ricevuto proposte di rinnovo contrattuale da parte del club della Scania, nel febbraio del 2008 annunciò il suo ritiro dal calcio professionistico.

#### Nazionale
Il 24 ottobre 1998 scese per la prima volta in campo con la nazionale svedese, in occasione della sconfitta per 0-1 contro gli Stati Uniti. Con i Blågult prese poi parte alla fase finale del campionato d'Europa 2000 in Belgio e nei Paesi Bassi. Totalizzò 15 partite in nazionale maggiore e 2 reti, entrambe messe a segno il 27 maggio 1999 a Stoccolma in un'amichevole contro la Giamaica.

### Dopo il ritiro
Una volta chiusa l'attività agonistica ha ripreso gli studi interrotti in gioventù, laureandosi e iniziando una carriera nel settore immobiliare tra Real Estate Development e Quality Manager.
Dal 14 gennaio 2013 ricopre inoltre il ruolo di assistente per la squadra Under-21 del Malmö FF.

## Statistiche

### Cronologia presenze e reti in nazionale
| Cronologia completa delle presenze e delle reti in nazionale ― Svezia | Cronologia completa delle presenze e delle reti in nazionale ― Svezia | Cronologia completa delle presenze e delle reti in nazionale ― Svezia | Cronologia completa delle presenze e delle reti in nazionale ― Svezia | Cronologia completa delle presenze e delle reti in nazionale ― Svezia | Cronologia completa delle presenze e delle reti in nazionale ― Svezia | Cronologia completa delle presenze e delle reti in nazionale ― Svezia | Cronologia completa delle presenze e delle reti in nazionale ― Svezia |
| Data                                                                  | Città                                                                 | In casa                                                               | Risultato                                                             | Ospiti                                                                | Competizione                                                          | Reti                                                                  | Note                                                                  |
| --------------------------------------------------------------------- | --------------------------------------------------------------------- | --------------------------------------------------------------------- | --------------------------------------------------------------------- | --------------------------------------------------------------------- | --------------------------------------------------------------------- | --------------------------------------------------------------------- | --------------------------------------------------------------------- |
| 24-1-1998                                                             | Orlando                                                               | Stati Uniti                                                           | 1 – 0                                                                 | Svezia                                                                | Amichevole                                                            | -                                                                     |                                                                       |
| 29-1-1998                                                             | Kingston                                                              | Giamaica                                                              | 0 – 0                                                                 | Svezia                                                                | Amichevole                                                            | -                                                                     | 68’                                                                   |
| 25-3-1998                                                             | Vigo                                                                  | Spagna                                                                | 4 – 0                                                                 | Svezia                                                                | Amichevole                                                            | -                                                                     | 82’                                                                   |
| 27-5-1999                                                             | Solna                                                                 | Svezia                                                                | 2 – 1                                                                 | Giamaica                                                              | Amichevole                                                            | 2                                                                     |                                                                       |
| 18-8-1999                                                             | Malmö                                                                 | Svezia                                                                | 0 – 0                                                                 | Austria                                                               | Amichevole                                                            | -                                                                     | 45’                                                                   |
| 3-6-2000                                                              | Göteborg                                                              | Svezia                                                                | 1 – 1                                                                 | Spagna                                                                | Amichevole                                                            | -                                                                     | 66’                                                                   |
| 10-6-2000                                                             | Bruxelles                                                             | Belgio                                                                | 2 – 1                                                                 | Svezia                                                                | Euro 2000 - 1º turno                                                  | -                                                                     | 70’                                                                   |
| 19-6-2000                                                             | Eindhoven                                                             | Italia                                                                | 2 – 1                                                                 | Svezia                                                                | Euro 2000 - 1º turno                                                  | -                                                                     |                                                                       |
| 7-10-2000                                                             | Göteborg                                                              | Svezia                                                                | 1 – 1                                                                 | Turchia                                                               | Qual. Mondiali 2002                                                   | -                                                                     | 90’                                                                   |
| 11-10-2000                                                            | Bratislava                                                            | Slovacchia                                                            | 0 – 0                                                                 | Svezia                                                                | Qual. Mondiali 2002                                                   | -                                                                     | 70’                                                                   |
| 28-2-2001                                                             | Ta' Qali                                                              | Malta                                                                 | 0 – 3                                                                 | Svezia                                                                | Amichevole                                                            | -                                                                     |                                                                       |
| 24-3-2001                                                             | Göteborg                                                              | Svezia                                                                | 1 – 0                                                                 | Macedonia                                                             | Qual. Mondiali 2002                                                   | -                                                                     |                                                                       |
| 25-4-2001                                                             | Ginevra                                                               | Svizzera                                                              | 0 – 2                                                                 | Svezia                                                                | Amichevole                                                            | -                                                                     | 77’                                                                   |
| 10-11-2001                                                            | Manchester                                                            | Inghilterra                                                           | 1 – 1                                                                 | Svezia                                                                | Amichevole                                                            | -                                                                     | 75’                                                                   |
| 18-1-2006                                                             | Riyadh                                                                | Arabia Saudita                                                        | 1 – 1                                                                 | Svezia                                                                | Amichevole                                                            | -                                                                     | 79’                                                                   |
| Totale                                                                |                                                                       | Presenze                                                              | 15                                                                    |                                                                       | Reti                                                                  | 2                                                                     |                                                                       |

## Palmarès

### Giocatore

#### Club
- Coppa di Lega francese: 1

Bordeaux: 2001-2002